# Легион Эльфов
«Легио́н э́льфов» (также «фа́брика эльфов») — проект, созданный центром стратегических коммуникаций фонда «Свободная Россия» под руководством Егора Куроптева. В рамках проекта сеть наёмных комментаторов за вознаграждение распространяла в социальных сетях «антикремлевскую пропаганду» с фейковых аккаунтов, в качестве основной площадки использовалась социальная сеть ВКонтакте. «Производительность» фабрики составляла 160 тысяч комментариев в месяц.

## История
В октябре 2022 года о «фабрике эльфов» написали издания «Вот Так» и «Фонтанка.ру». «Фонтанка.ру» сообщила о запуске в Тбилиси «фабрики троллей наоборот», где работали оппозиционные журналисты и активисты, вынужденно покинувшие Россию.
Широкую огласку факт существования «ботофермы эльфов» получил после публикации в интернет-издании Михаила Светова «SVTV» 15 ноября 2023 года, опиравшейся на данные одного из бывших сотрудников ботофермы. Этот сотрудник предоставил SVTV архив внутренней переписки и документации организации.
В материале SVTV утверждается, что финансированием сети фейковых аккаунтов занимается фонд «Свободная Россия» — международная организация, основанная в 2014 году, поддерживающая гражданское общество и демократическое развитие в России. Штаб-квартира фонда расположена в Вашингтоне, у него также есть региональные офисы в различных городах. Согласно утверждениям SVTV, к созданию ботофермы якобы причастны несколько ключевых лиц, включая Наталию Арно, главу фонда, а также других высокопоставленных членов Free Russia Foundation. Руководителем «фабрики ботов» якобы является бывший глава московского штаба Алексея Навального Олег Степанов. Другие утвержденные участники включают Егора Куроптева, Владимира Милова, Антона Михальчука, Павла Елизарова, Фёдора Телина и Ивана Жданова.
Сотрудников ботофермы, согласно SVTV, именуют «эльфами» в противоположность пригожинской «фабрике троллей». Они якобы заключают договоры на предоставление услуг «SMM-консультаций» с литовской организацией Reforum, возглавляемой Наталией Арно. В статье также утверждается, что сотрудники ботофермы получают заработок в размере 10 евро в час, и, в зависимости от производительности, могут зарабатывать ежемесячно от 1200 до 1800 евро. Авторы материала также утверждают, что только на зарплаты сотрудникам ботофермы ежегодно выделяется от 2,88 до 4,32 миллиона евро. В Вильнюсе действуют три офиса по 25 человек в каждом, в Тбилиси — ещё 70 «эльфов». Также у организации есть подразделение из примерно 50 человек, занимающееся оппозиционной контрпропагандой в Республике Беларусь. Обязанность «эльфа» включает публикацию не менее 120 постов или комментариев за рабочую смену, с заскриниванием для отчётности. Сотрудники ботофермы используют фейковые аккаунты в «ВКонтакте», полученные путём фишинговых атак или приобретенные на чёрном рынке.
Наиболее резонансная часть этого текста — обвинения в причастности к ферме Фонда борьбы с коррупцией и соратников Алексея Навального. Существование методичек о нападках на «конкурентов ФБК» целиком подтверждается лишь в случае с Ксенией Собчак. В опубликованном архиве фермы есть документы о том, как писать о ней комментарии, а в скриншотах самих комментариев Медиазона нашла 56 негативных упоминаний Собчак. СВТВ писало, что ферма занималась нападками на Алексея Венедиктова и Максима Каца, а также поддерживала Леонида Волкова во время скандала с поддержкой Михаила Фридмана. В комментариях, скриншоты которых опубликованы в архиве, упоминания этих людей единичны (не больше четырёх для каждого). В тексте на СВТВ утверждается, что скриншоты таких комментариев могли удаляться.
17 ноября фонд «Свободная Россия» подтвердил создание проекта «Легион эльфов», который в СМИ получил прозвище «фабрика эльфов» в ответ на российское вторжение на Украину. Директор Центра стратегических коммуникаций FRF Егор Куроптев, рассказал об этом в интервью The Insider. Он отметил, что «Легион эльфов» стал значительным проектом контрпропаганды за короткий период времени, став, возможно, самым масштабным в этой области. Цель «легиона эльфов», по словам Куроптева, заключается в прекращении войны и предоставлении россиянам альтернативной точки зрения, независимой от официальной российской власти и Кремля. Куроптев пояснил, что проект стремится создать картину мира, основанную на объективной информации, предоставив различные точки зрения на события. Антон Михальчук, координатор Легиона эльфов, подчеркнул, что социальная сеть «ВКонтакте» является одной из лучших площадок для распространения нарратива проекта.
Принцип работы «эльфов» включает[когда?] в себя привлечение нейтральных граждан в поддержку, переориентацию радикально настроенных лиц на позиции нейтральности и игнорирование совершенно радикальных. По данным The Insider, в проекте задействованы десятки активистов из различных стран мира, большинство из которых имеют опыт оппозиционной деятельности в России или работали в СМИ. Нина Алекса, другой координатор проекта, уточнила, что «Легион эльфов» насчитывает около сотни участников. Проект активно работает в 900 провластных сообществах в социальных сетях, оставляя ежемесячно примерно 160 тысяч комментариев с критикой действий российских властей, включая законы и военные действия на Украине. За год и восемь месяцев активисты написали более 2,3 млн комментариев, сообщает издание.
О том, что фонд «Свободная Россия» причастен к финансированию «фабрики эльфов», ранее[когда?] сообщило издание SVTV. Авторы материала SVTV утверждали, что сеть проплаченных комментаторов, занимающихся антикремлевской пропагандой в интернете, принадлежит Фонду борьбы с коррупцией Алексея Навального. Помимо этого, SVTV утверждает, что «боты-эльфы» также направляют свою критику в сторону людей с оппозиционными взглядами, с которыми ФБК находится в конфликте. В качестве примера издание приводит документ, содержащий инструкции по критике Ксении Собчак. Атаке «эльфов» также могли подвергаться Алексей Венедиктов и Максим Кац. В ФБК отрицают свою причастность к ботоферме.

## Оценки и комментарии
Журналист-расследователь Андрей Захаров сообщил[когда?], что провёл анализ документов, опубликованных SVTV, и отметил, что такой объём отчётности трудно подделать. В то же время он выдвинул замечание, что утверждение о том, что проект связан с ФБК и создан именно под его нужды, не подкреплено достаточными доказательствами. Захаров также обратил внимание на то, что публикация SVTV о связи с ФБК базируется на утверждениях единственного источника.
Директор центра стратегических коммуникаций фонда «Свободная Россия» Егор Куроптев, отвечая на вопрос ведущей «Дождя» Анны Монгайт о том, платят ли людям за написание комментариев с фейковых аккаунтов, заявил[когда?], что подтверждать или опровергать это он не будет: «Есть вопросы безопасности сотен людей, которые с нами работают на разных проектах в разных странах. Эта волна, как я понимаю, была в первую очередь направлена на ФБК, судя по абсолютно лживой информации, которую распространили ресурсы Светова».
Директор ФБК Иван Жданов назвал[когда?] «совершенной ложью» утверждения издания SVTV о связи фонда с ботофермой: «Никакого отношения к Фонду борьбы с коррупцией или ко мне лично (включая ACF как международное направление ФБК) эта сеть не имеет вообще. Ни в финансировании, ни в решении вопросов, ни в чем-либо еще и близко. Готов это подтвердить в суде».
Политик Владимир Милов прокомментировал[когда?] материал SVTV в эфире «Дождя»: «Всё, что он (Светов) написал про ботоферму ФБК, это не соответствует действительности. ФБК к этому вообще никогда не имело никакого отношения. Ну и там много других выдумок. Меня в том числе упомянули, хотя я просто слышал об этом проекте краем уха» и «Они (фонд „Свободная Россия“) действительно ряд проектов в информационной сфере, в том числе в соцсетях, ведут. Но здесь вопрос в том, что очень многие начали это сравнивать с тем, что делал Пригожин. Пригожин занимался распространением дезинформации и лжи. А здесь речь идет о том, что люди в соцсетях пишут: „Смотрите, Путин все украл, всех убил, довел страну до ручки“. То есть здесь лжи никакой нет. Здесь речь идет о распространении правды. Поэтому я в этом аспекте проблемы не вижу».